# بول مارشال (سباح)
بول مارشال (بالإنجليزية: Paul Marshall)‏ (28 أبريل 1961 – 23 مايو 2009) هو سبّاح من المملكة المتحدة راحل، مثّل بلاده في الألعاب الأولمبية الصيفية 1980.

## روابط خارجية
بول مارشال على موقع الاتحاد الدولي للسباحة (الإنجليزية)
- بول مارشال على موقع أوليمبيديا (الإنجليزية)
- بول مارشال على موقع اللجنة الأولمبية البريطانية (الإنجليزية)